# Palau de Durbe
El Palau de Durbe (en letó: Durbes pils) és un palau del segle xvii situat a Tukums, a la regió històrica de Semigàlia, de Letònia. És una de les més interessants mansions clàssiques del país. Avui dia allotja part de la col·lecció del Museu Tukums.

## Història
Durbe va ser esmentat per primera vegada en documents escrits com a finca Šlokenbeka el 1475, construïda el 1671, la casa va ser reconstruïda en forma clàssica entre 1820 i 1823 segons el projecte de l'arquitecte Johann Gottfried Adam Berlitz que va reconstruir la façana amb un pòrtic i columnes jòniques.
De 1789 a 1808, Ernst Karl Philip von Groth utilitza la propietat com una casa d'estiu. De 1818 a 1838 la finca va pertànyer al Comte J. von Medem, mentre que més tard va pertànyer al Comte de Jaunpils von der Recke. La família von der Recke va ser propietària de la casa de 1848 a 1920, quan es va iniciar la reforma agrària a Letònia.
El 1923 Durbe va ser donat al famós escriptor i dramaturg letó Rainis que la va posseir fins a la seva mort el 1929. Tanmateix Rainis acostumava a viure allà solament per períodes curts i era més utilitzada com a casa de vacances per als mestres i les seves famílies. Més tard es va utilitzar com a sanatori per a tuberculosos i hospital. Des de 1991 el Palau Durbe forma part del museu Tukums de la ciutat.